# Lucy Moss
Lucy Amelia Nancy Moss (Londra, 13 gennaio 1994) è una regista teatrale, compositrice e librettista britannica.

## Biografia
Lucy Moss è nata nel quartiere londinese di Hammersmith ed è cresciuta ad Ealing. Si è avvicinata al teatro mentre studiava storia al Gonville and Caius College dell'Università di Cambridge, dove ha conosciuto Toby Marlow. Insieme a Marlow, Moss ha scritto a quattro mani la colonna sonora, i testi e i libretto del musical Six, portato al debutto a Cambridge e poi riproposto all'Edinburgh Fringe. Dopo aver curato le coreografie e la regia dei primi allestimenti del musical, al momento del debutto di Six nel West End ha diretto lo show a quattro mani con Jamie Armitage, ottenendo una candidatura al Premio Laurence Olivier. 
Nel 2021 Six ha avuto la sua prima a New York e la Moss è diventata la più giovane regista ad aver mai lavorato a Broadway. Per il suo lavoro come co-autrice e co-regista del musical, Moss ha vinto l'Outer Critics Circle Award alla migliore colonna sonora, il Drama Desk Award alle migliori musiche, il Drama Desk Award ai migliori testi e il Tony Award alla migliore colonna sonora originale; è stata inoltre candidata al Tony Award alla miglior regia di un musical.
Nel 2022 è tornata a lavorare sulle scene londinesi, dirigendo un allestimento di Legally Blonde al Regent's Park Open Air Theatre.

## Riconoscimenti
- Premio Laurence Olivier
  - 2019 – Candidatura al miglior nuovo musical per Six
  - 2019 – Candidatura alla migliore colonna sonora per Six
- Tony Award
  - 2022 – Migliore colonna sonora originale per Six
  - 2022 – Candidatura alla miglior regia di un musical per Six
- Drama Desk Award
  - 2022 – Candidatura alla miglior regia di un musical per Six
  - 2022 – Migliore colonna sonora per Six
  - 2022 – Migliori testi per Six
  - 2022 – Candidatura al miglior libretto di un musical per Six
- Outer Critics Circle Award
  - 2022 – Migliore colonna sonora per Six